# Laurence Haïm
Pour les articles homonymes, voir Haïm.
Laurence Haïm, née le 14 novembre 1966 à Paris,, est une journaliste et femme politique franco-américaine.
Ancienne correspondante du groupe Canal+ et de l'agence CAPA à Washington de 1992 à 2017, puis à I-Télé, elle fait partie des quelques journalistes français à avoir été accrédités aux conférences de presse de la Maison-Blanche avec les correspondants de l'Agence France-Presse, et au Pentagone. Elle est d'ailleurs la seule journaliste française à avoir décroché une interview exclusive avec le président américain Barack Obama.
En janvier 2017, elle s'engage auprès d'Emmanuel Macron, candidat à l'élection présidentielle puis élu président de la République, en tant que porte-parole. Elle quitte ses fonctions au sein de La République en marche le 12 juillet 2017.

## Biographie

### Débuts
Laurence Haim, est issue d'une famille française « de confession juive »: son « rapport avec le judaïsme est fort et en même temps complexe ». The Times of Israel écrit qu'elle
est « franco-israélienne par la notice du site de l’agence de conférenciers Speakers Academy auquel il lui est arrivé de collaborer », assertion qu'elle dément. Son père  est médecin, elle grandit à Paris. Laurence Haïm se présente comme une autodidacte. Elle débute à 17 ans aux côtés de Patrice Laffont en portant des cafés au sein d’une radio libre (sur CVS) à Versailles, et le suit pendant quelques mois comme assistante lorsqu’il part à France Inter.
En 1986, après un stage aux côtés d’Élie Vannier à RTL où elle est chargée de préparer les journaux du matin, elle est engagée par Philippe Labro et travaille notamment au service « société » de la radio, et s'occupe des rubriques « people ». Elle devient également à cette époque l'assistante de Christine Ockrent, qui la prend sous son aile pendant un an. Elle s'occupe alors de booker les invités politiques que la journaliste reçoit dans ses chroniques du matin,.

### Carrière

#### Journalisme
En 1989, Laurence Haïm participe à la création de l’agence CAPA dirigée par Hervé Chabalier et réalise des reportages de télévision pour 24 heures sur Canal+, Envoyé spécial sur France 2 ou encore Zone interdite sur M6.
En 1992, elle s’installe à New York pour devenir la correspondante aux États-Unis de CAPA et Canal+. Elle intervient dans le cadre d'émissions telles que Nulle part ailleurs, Le Grand Journal ou La Matinale. À partir de 1999, elle est aussi la correspondante de la chaîne d'information en continu du groupe, I-Télé.
Durant l'année 2001, du fait de plusieurs plans sociaux et restructurations à Canal+ et à I-Télé, Laurence Haïm se voit signifier qu'elle pourrait être remerciée par son employeur, comme elle le relate dans son livre Journal d'une année à part : 11 septembre 2001 - 2002. Mais, le 11 septembre 2001, elle est passagère d'un avion devant atterrir à New York ; elle couvre alors les attentats qui frappent le pays durant plusieurs jours, dans des conditions particulièrement difficiles. Peu après, profondément marquée par les événements qu'elle vient de vivre, elle envisage de prendre la nationalité américaine, ce qu'elle révèle également dans l'ouvrage.
De 2002 à 2006, elle collabore avec la chaîne américaine CBS. Aux côtés de Dan Rather, elle suit tout le début de la guerre d'Irak et vit la plupart du temps à Bagdad entre 2002 et 2006. À cette époque, elle travaille également en Israël. Durant cette période, elle couvre aussi pour les médias français l’élection présidentielle américaine de 2004 et, très déçue, annonce sur Canal+, en larmes, la réélection de George W. Bush pour quatre années supplémentaires.
Lors de l'élection présidentielle américaine de 2008, elle suit Barack Obama dès le début de sa campagne dans l’Iowa et se distingue en étant la seule journaliste française à l’avoir interviewé. Celui-ci la surnomme « The Frenchie ». Depuis l’entrée en fonction de Barack Obama à la Maison-Blanche, Laurence Haïm est, avec deux correspondants de l’Agence France-Presse, l’unique journaliste française possédant un badge lui donnant accès aux conférences de presse. Avant le premier voyage au Caire du président américain, elle signe une autre interview exclusive pour la France du président américain, diffusée sur Canal+ en juin 2009.
Après avoir couvert pour le groupe Canal+ l'affaire DSK aux États-Unis, elle suit le premier mandat de Barack Obama. En 2012, elle rentre en France pour réaliser avec le photojournaliste américain de Newsweek, Charles Ommanney, une série vidéo pour I-Télé sur l'élection présidentielle française. Il en résulte aussi un livre, Made in France, publié aux éditions Albin Michel.[réf. souhaitée]
De retour aux États-Unis, elle couvre au quotidien la campagne de Barack Obama à l'élection américaine de 2012 pour Canal+ et I-télé, et est toujours en poste a la Maison-Blanche. Elle a également couvert les attentats de Boston et les tornades en Oklahoma. En avril 2013, elle devient journaliste accréditée permanente au Pentagone et, en mai 2013, présidente de l'association de la presse étrangère de la Maison-Blanche.[réf. souhaitée]
En 2016, elle couvre la campagne pour l'élection présidentielle américaine. Le 4 novembre, la direction d'I-Télé décide de supprimer l'émission du suivi des résultats des élections, à la suite de la reconduite de la grève du personnel pour protester contre l’arrivée de l’animateur Jean-Marc Morandini sur la chaîne. Elle couvre alors la soirée depuis son compte Twitter personnel et soutient ses collègues en grève.

#### Engagement dans la campagne de Emmanuel Macron en 2017
Le 10 janvier 2017, elle annonce son départ de la chaîne I-Télé, et, le lendemain, rejoint l'équipe de campagne d'Emmanuel Macron, candidat à l'élection présidentielle de 2017, en tant que porte-parole, où elle doit s’occuper des questions internationales,. Comparant Emmanuel Macron à Barack Obama par l'espoir qu'il suscite, elle affirme avoir « changé de vie » en s'engageant en politique,,. Cependant, à la suite de deux interventions télévisées dans l'émission C à vous sur France 5, et sur BFM TV, jugées ratées, et des tweets maladroits, elle n'apparait plus dans les médias. Le magazine Marianne la décrit alors comme « la porte-parole sans voix ». Elle quitte ses fonctions au sein de La République en marche ! le 12 juillet 2017 et annonce vouloir « redevenir » journaliste, bien qu'elle indiquât en janvier avoir « tourné la page du journalisme ». Dans une interview au Journal du dimanche le 14 juillet 2017, elle évoque certains regrets, notamment des « instants de cruauté dans le monde politique que je garderai pour moi. J'ai aussi lu ou entendu des choses que je n'avais pas dites ou pas faites »,.
En juillet 2017, Le Canard enchaîné affirme qu'elle a demandé un poste d'ambassadeur à Emmanuel Macron pour services rendus, et que ce dernier aurait refusé sèchement sa demande. Laurence Haïm dément cette affirmation, déclarant sur son compte Twitter : « Je n'ai jamais voulu être ambassadeur. Sauf des news ». Dans une interview à Télé-Loisirs, elle se dit « très surprise » par l'article du Canard, mais nuance ses propos, reconnaissant que « plusieurs possibilités » de postes avaient été envisagées avec l'équipe du chef de l’État.

#### Retour à la vie professionnelle hors de la politique
À l'automne 2017, elle intervient comme chercheuse résidente à l'Institut d'études politiques de l'université de Chicago (University of Chicago Institute of Politics), dirigé par David Axelrod, un ancien conseiller de Barack Obama,.
En septembre 2019, abusée par une fausse vidéo, elle annonce le décès de l'acteur et réalisateur américain Clint Eastwood sur son compte Twitter. Elle s'excuse par la suite de son erreur. À partir de septembre 2020, Laurence Haïm est consultante pour la chaine LCI du groupe de TF1 et est mobilisée pour suivre l'élection présidentielle américaine 2020.
En juillet 2023 elle annonce sur son compte Twitter qu'on ne la verra plus sur LCI.
Le 18 août 2025, elle est présentée comme envoyée spéciale de BFM TV à l’occasion du déplacement des dirigeants européens à la Maison Blanche.

## Documentaires
- 2003 : Human Bombs, 60 Minutes, CBS News.
- 2006 : Fire Island.
- 2007 : Darfur E.R, Envoyé spécial, France 2.
- 2008 : No Access.
- 2009 : Full Access.
- 2016 : Show time, documentaire sur Donald Trump et Hillary Clinton[35].
- 2020 : Melania Trump, cet obscur objet du pouvoir.

## Publications
- Journal d'une année à part : 11 septembre 2001-11 septembre 2002, Paris, La Martinière, 2002, 301 p. (ISBN 2-84675-039-4)
- Les Bombes humaines : Enquête au cœur du conflit israélo-palestinien, Paris, La Martinière, 2003, 223 p. (ISBN 2-84675-041-6)
- Une Française à New York, Paris, Robert Laffont, 2007, 201 p. (ISBN 978-2-221-10619-8)
- Obama président : Saison 1, Paris, Éditions du Moment, 2010, 232 p. (ISBN 978-2-35417-088-2)
- Made in France : La présidentielle dans l'œil américain (photogr. Charles Ommanney), Paris, Albin Michel, 2012, 173 p. (ISBN 978-2-226-20822-4)

## Distinctions

### Récompense
- Lauréate du prix Femmes en or 2014 en qualité de « femme de média »[36].

### Décorations
- Chevalière de la Légion d'honneur (depuis le 14 juillet 2015[37])
- Officière de l'ordre national du Mérite[38]